# Cassandra Nova
Cassandra Nova egy kitalált szereplő a Marvel Comics képregényekben. Első megjelenése New X-Men #114 (2001 júliusa). Megalkotói Grant Morrison író és Frank Quitely rajzoló.
Cassandra egy mummudrai, egy élősködő létforma, ami testetlenül született az asztrálsíkon és telepatikusan összekapcsolódott Charles Xavierrel, aki hatalmas mentális képességek birtokosa. Ez a kötelék Cassandrát is felruházta hasonló szellemi erőkkel, így jutott ki a méhből és testet teremtett magának. 
Cassandra maga Xavier professzor ideológiájának sötét árnyéka, akit a népirtás és a rombolás vágya motivál. Leghírhedtebb tette volt, mikor egy Őr robotokból álló seregnek megparancsolta, hogy írtsa ki Genosha mutáns lakosságát.

## A szereplő története
Cassandra élete Charles-éval egy időben indult, habár test nélkül fogant, lemásolta Xavier DNS-ét és így teremtett testet magának, amivel ikertestvérekké váltak. Idővel a professzor megérezte Cassandra gondolatait, és megpróbálta megsemmisíteni a teremtményt, ami azt eredményezte, hogy a fizikai teste halva született. Ennek ellenére Cassandra kaotikus sejtes életformaként évtizedeken át tovább vegetált a szennyvízcsatorna falán, miközben újraépítette testi alakját és tökéletesítette az emberi jellemvonásokat utánzó képességét.
Meggyőződésévé vált, hogy a méh, amiben ő és Charles megküzdöttek maga a világ, melyben csak ők ketten valóságosak és céljává vált megsemmisíteni minden illúziót, Charles Xavier minden dédelgetett álmát, így az X-Ment és Lilandrát is.
Jean Grey fedezte fel később Cassandra mummudrai természetét a Siár legendákból, ami szerint mindenki szembenéz születése előtt a saját személyes mummudrai-ával. 

### A genoshai népirtás
Miután újrateremtette magát, Cassandra meggyőzte Bolivar Trask utolsó élő rokonát Donald Trask-et, hogy aktiváljon egy Őrökből álló párt és Genoshára küldte őket, ahol 16 millió mutánst gyilkoltak le.
Cassandra lemásolta Trask DNS-ét, így már ő is tudott parancsolni a robotoknak, akik eredeti programozásuk szellemében óvták alkotójuk vérvonalát. Ezt követően megölte Donaldot, mivel már nem volt rá szüksége. Ekkor fogta el Küklopsz és Rozsomák.
Cassandrát az X-birtokra szállították, ahol azonban elszabadult és az X-ek nagyobb részét könnyedén kiiktatta. A fejére helyezte a Cerebra sisakját (ami a Cerebro egy fejlesztett változata), és kicserélte Xavier elméjét a sajátjával. Ekkor érkezett vissza (saját bevallása szerint csak az itt felejtett márkás táskájáért) Emma Frost, aki eltörte Cassandra nyakát, hogy megmentse az X-Ment. Xavier képtelen volt figyelmeztetni az X-eket, hogy valójában mi is történt, és Cassandra (immár Xavier testében) lelőtte őt.

### Megjelenés
A karakter a 2024-es Deadpool & Rozsomák című filmben tűnk fel, mint főantagonista, aki egy „Verem” nevű dimenzió önhatalmú uralkodója a képességei által. Emma Corrin alakítja.